# 尼科拉耶夫山脈
尼科拉耶夫山脈（英語：Nikolayev Range）是南極洲的山脈，位於毛德皇后地的阿斯特里德公主海岸，處於奧斯特雷斯科韋冰川和倫德冰川之間，屬於穆利格-霍夫曼山脈的一部分，現時由南極條約體系管理。